# Jean-Claude Daunat
Jean-Claude Daunat, né le 14 septembre 1945 à Villetoureix (Dordogne) et mort le 26 décembre 1999 à Pabu (Côtes-d'Armor), est un coureur cycliste français des années 1960-70 devenu un industriel du sandwich.

## Biographie
Professionnel de 1966 à 1972, il remporte notamment la Ronde d'Issoire. Il participe à deux tours de France en 1971 (46e) et 1972 (72e).
Après sa retraite de coureur professionnel, il continue la compétition en amateur hors catégorie et remporte de nombreux succès (92 au total) jusqu'en 1979. 
En 1970, il fonde l'entreprise alimentaire Daunat, spécialisée dans la fabrication de sandwichs industriels, dont le siège social est à Guingamp. Il en a eu l'idée en ne trouvant pas de sandwich dans les stations services de retour de ses courses cyclistes amateur. Il débute dans son garage et à l'idée d'équiper les stations services de réfrigérateurs pour distribuer ses sandwichs
Il meurt des suites d'un malaise lors d'une sortie à vélo à 54 ans.

## Palmarès
- 1964
  - Championnat d'Aquitaine sur route
- 1965
  - Championnat du Poitou des sociétés[n 2],[5]
  - Une étape du Tour du Béarn
- 1966
  - Classement général du Tour du Béarn
  - 2e étape de la Route des Cimes
- 1968
  - 2e du Grand Prix de Menton
- 1973
  - 1re étape du Tour d'Émeraude
  - Deux Jours cyclistes de Machecoul :
    - Classement général
    - 2e étape

  - 2e du Grand Prix de Fougères
  - 3e du Tour d'Émeraude
  - 3e du Grand Prix de la Trinité
  - 3e du Circuit des Remparts
- 1974
  - Grand Prix des Foires d'Orval
  - 3e du Circuit de Bretagne Sud
  - 3edu Prix des Vins Nouveaux
- 1975
  - Circuit de Bretagne Sud :
    - Classement général
    - 1re et 3eb étapes

  - 4e étape du Tour d'Ille-et-Vilaine
  - 3e des Deux Jours cyclistes de Machecoul
  - 3e du Circuit des Remparts
- 1976
  - Flèche finistérienne
  - Grand Prix de Névez
- 1979
  - 3e du Circuit de Bretagne Sud

## Résultats sur les grands tours

### Tour de France
2 participations
- 1971 : 46e
- 1972 : 72e

### Tour d'Italie
2 participations
- 1967 : 62e
- 1968 : abandon

### Tour d'Espagne
1 participation
- 1969 : hors délais (12e étape)